# Cécile Agnel
Cécile Raymonde Laure Isabelle Agnel (* 9. Februar 1921 in Beausoleil; † 13. Juni 1943 am Aiguille de Blaitière) war eine französische Skirennläuferin.

## Biographie
Agnel stammte aus eine sportbegeisterten Familie. Ihr Vater Ernest war in den 1930er Jahren Vizepräsident des französischen Skiverbands Fédération française de ski. Ihre Geschwister Marysette und Louis Agnel waren ebenfalls als Skirennläufer aktiv.
1939 gewann Cécile Agnel bei den französischen Meisterschaften die Bronzemedaille in der Abfahrt. Bei den nachfolgenden Weltmeisterschaften in Zakopane erreichte sie als bestes Ergebnis den 8. Platz in der Abfahrt.
1941 wurde sie französische Vizemeisterin in der Abfahrt.
1943 verunglückte Agnel beim Abstieg vom Aiguille de Blaitière oberhalb von Chamonix tödlich.

## Erfolge

### Weltmeisterschaften
- Zakopane 1939: 8. Abfahrt, 9. Alpine Kombination, 11. Slalom

### Französische Meisterschaften
- Silber in der Abfahrt (1941)
- Bronze in der Abfahrt (1939)